# 蝋板

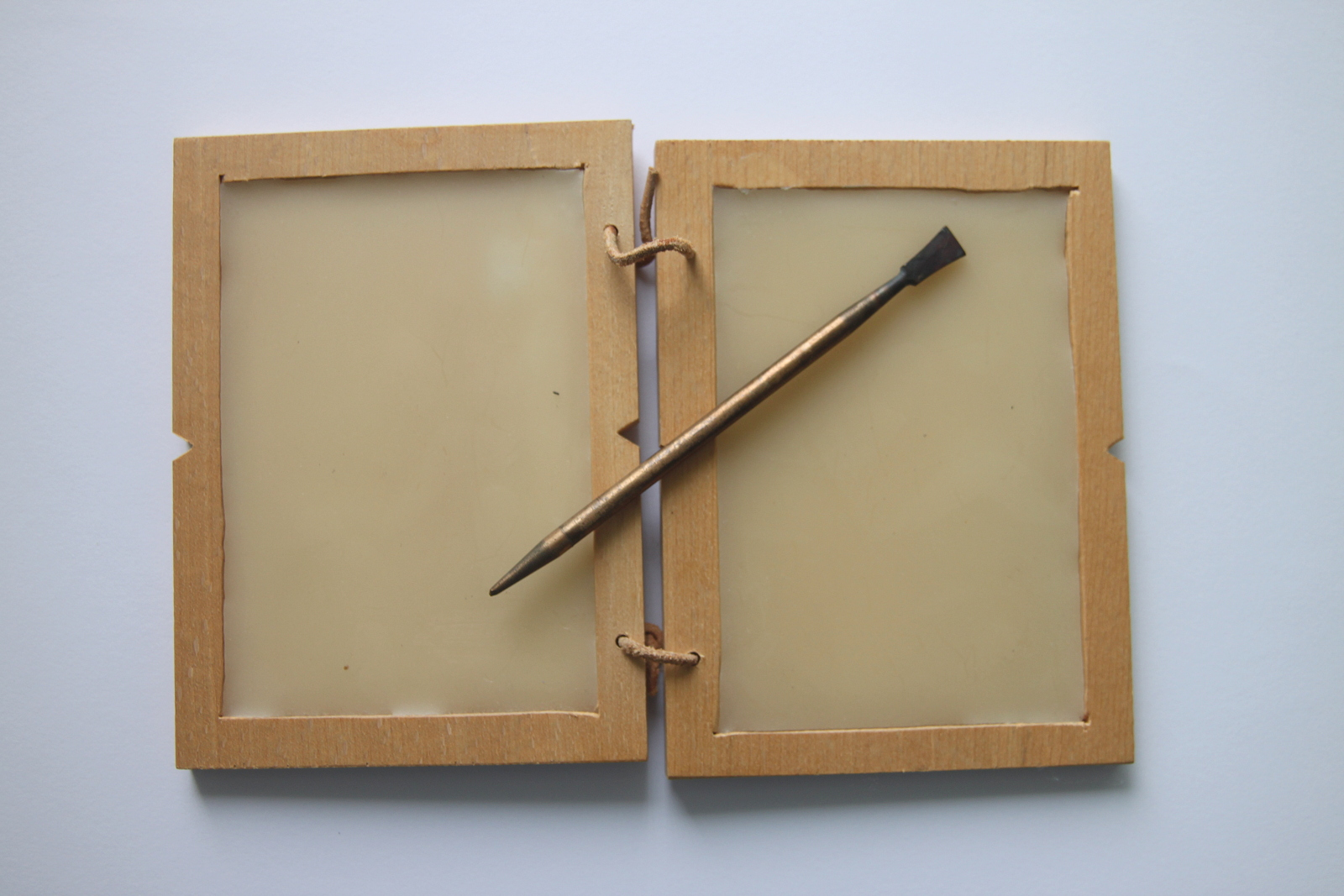
古代ローマ時代の蝋板と尖筆（スタイラス）

蝋板（ろうばん）とは木製の書字板（タブレット）で、木枠で囲んだ板の表面を蝋（ワックス）の層で覆ったものである。もう一つの蝋板と紐で綴り合わせて2枚重ねにし、ノートブック型のようにして使われることが多く、これは「ディプティク」と呼ばれる。古代から中世にかけて、何度でも書き直せて携帯に便利な筆記用具として使用されていた。古代ローマ帝国時代に執筆された『キケロの手紙』においても「cerae（蝋）」について言及しているものがあり、ハドリアヌスの長城のヴィンドランダ要塞の水没遺跡からはブリタンニア時代の蝋板の実物がいくつか発掘されている。中世の蝋板は、ヨーロッパのいくつかの博物館において展示されている。
蝋の表面への書き込みは、尖筆（スタイラス）と呼ばれる先のとがった器具を使って行った。書いた文字を消すには縁が真っ直ぐなへらのような道具を使って削り落とす。これは現代で言う消しゴムのようなもので、尖筆の書く方の反対側に取り付けられていることが多い。なお「文字が全部消された状態のタブレット」のことをラテン語で「tabula rasa（タブラ・ラーサ）」と言い、これは現代英語においては「clean slate」や「blank slate」と同じ意味の言葉で、「白紙状態」「純真無垢」「先入観を捨てる」と言うような意味で使われる。

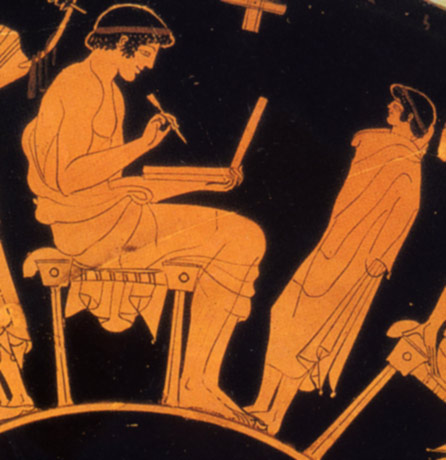
スタイラスで折り畳み式タブレットに絵を描いている古代アテネの画家、ドゥリス（紀元前500年頃）

蝋板は、学生や秘書がメモを取ったりする用途から、ビジネスにおける経理の仕事まで、さまざまな目的で使用されていた。蝋板を使って原始的な速記も行われた。

## 古代における使用
現存する最古の蝋板として挙げられるのが、紀元前14世紀にトルコのカシュに沈んだウルブルン難破船から1986年に引き上げられたもので、これは象牙の蝶番を使ったツゲ製の蝋板である。この発見により、ホメロスが蝋板に言及していたのが「時代錯誤」ではなかったことが実証された（ホメロスは歴史家ではなく創作者だとする立場からの批判として、ホメロスは時代考証がおかしく、その当時に存在しなかった物を自分の著作に出している例として「蝋板」が挙げられていた）。1979年にはアルバニアのデュロスでも考古学的発見があり、西暦2世紀の金貸しのものと考えられている墓から、象牙で作られた2つの蝋板が見つかった。
ギリシャ人が革製の巻物とともに折りたたみ式の蝋板を使用し始めたのは、おそらく紀元前8世紀半ばだと考えられている。『Liddell&Scott ギリシア語英語辞典』の1925年版では、ギリシャ語で書字板を意味する「デルトス（deltos、希:δέλτος)」の語源として、 古代ギリシャやローマの著作物および演劇台本に登場する文字「デルタ(Δ)」に基づくものとしており、書字板の形からデルタの文字を連想したと説明している。また、セム語における書字板の名称「daltu」に由来するものと言う説もあり、この語は元々「扉」を意味したが、紀元前13世紀のウガリットで書字板を意味する語として使われるようになった、そしてヘブライ語において「daleth」に転訛した、としている。
キリスト紀元に先立つ1000年間の時代には、書字板はすでにメソポタミアで使用されており、またシリアやパレスチナでも使用されていた。アッシリアの支配者センナケリブが首都ニネヴェ（現イラク）に建造した南西宮殿から出土した、紀元前640-615年頃の石板の彫刻(大英博物館所蔵、整理番号124955)に描かれた2人の人物のうち、1人は明らかに巻物を握りしめているが、もう一人はディプティクを開いて持っているのではないかと推測されている。また、Berthe van Regemorterはヒッタイト新王国時代の「Stela of Tarhunpiyas」(ルーブル美術館所蔵、AO 1922.)に同様の人物がいるのを発見し、その紀元前8世紀後半の人物は独特なボタン留め方式の2つ折りタブレットを持っていた。アッシリアのサルゴン2世が建造した、ニムルドにあるサルゴン宮殿の遺跡でも象牙の書字板が見つかっている。マーガレット・ハワードは、「H」の字の形に似た革製のヒンジを書字板の縁の溝に挿入して蛇腹式の構造を取るという独特なヒンジシステムによって、複数の書字板を一繋ぎに連結していたのではないかと推測した。

## 中世から現代までの使用

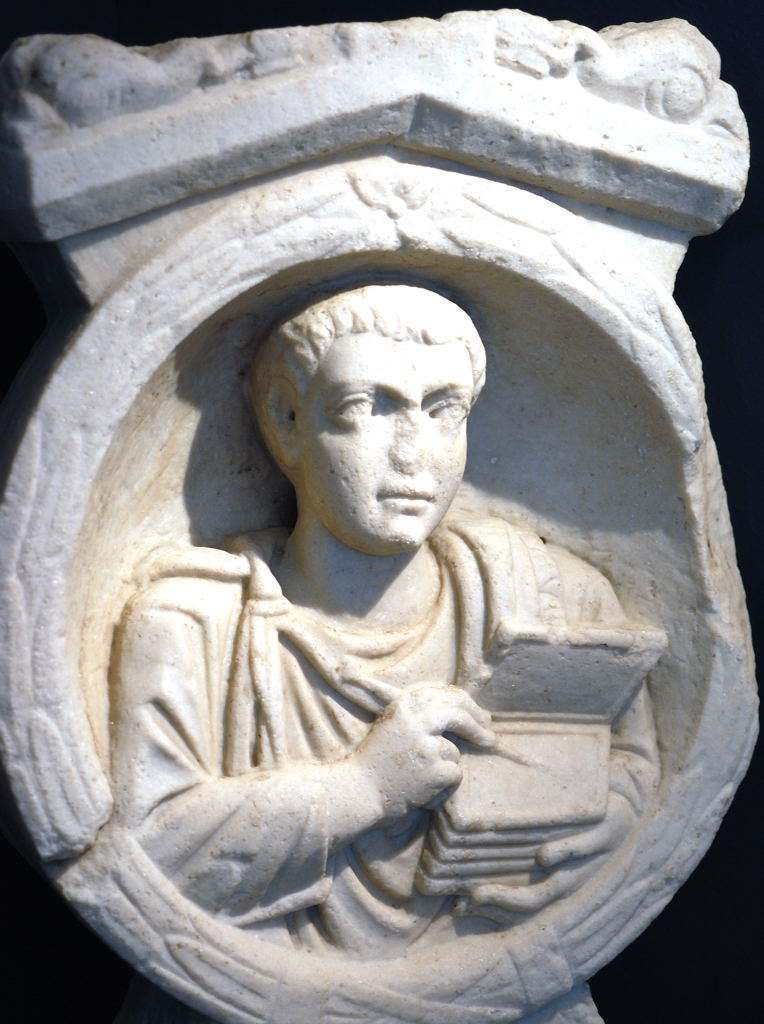
古代国家ノリクムの都市、フラビア・ソルバ（現在はオーストリア国内）に眠るローマ人の書記の墓碑に刻まれた、石筆と書字板を持った自身の姿。

ベルギーのトゥルネーにある聖マーティン教会の修道士であり、年代記の執筆者として知られるHériman of Tournai (1095—1147)は、「私は書字板にさえ大量の文字を書き留めた」と書き記した。
蝋板本の注目すべき例は、1500年に設立されたオーストリア最古の都市エンスの病院が記録した奉仕記録である。375 x 207 mm（14.76 x 8.15インチ）の大きさの10枚の木製の板が、90 mm（3.54インチ）の高さに積み重ねられたもので、それぞれ長軸の方向に2つに分けられている。このうち左側に、年ごとの支払った金額が、貼り付けられた羊皮紙もしくは紙に書かれている。右側には受け取った金額が、それぞれの控除のために記録（そして記録した後に消去）されており、この部分は筆記用に黒茶色の蝋で覆われている。素材は蜜蝋をベースにしており、5〜10％の植物油と炭素顔料が含まれている。その融点は約65℃である。この本はさらに以前から記録されていた物の続巻であり、最初の巻が開始されたのは1447年であった。
蝋板は商業において、ある程度の分量がある重要な記録を一時的に記録しておく用途で19世紀まで利用されていた。例えばシュヴェービッシュ・ハルの岩塩採掘局は、1812年まで蝋板を使用していた。ルーアンの魚市場では1860年代まで蝋板を使用していた。

## 参照
1. ↑  Payton, Robert (1991). “The Ulu Burun Writing-Board Set”. Anatolian Studies 41:  99–106. doi:10.2307/3642932.
2. ↑  “Wax Tablets Reveal Secrets of Ancient Illyria - Albanian Economy News”. https://albanianeconomy.com/. 2020年7月2日閲覧。
3. ↑  Εntry δέλτος (deltos) at Liddell & Scott
4. ↑  Walter, Burkert (1995). The orientalizing revolution: Near Eastern influence on Greek culture in the early archaic age. Cambridge, MA: Harvard University Press. pp. 30
5. ↑  “Stone Panel from the  South-West Palace of Sennacherib (Room 28, Panel 9)”.   British Museum. 2011年1月8日閲覧。
6. ↑  Van Regemorter, Berthe (1958). “Le Codex Relié À L'époque Néo-Hittite”. Scriptorium 12:  177–81..
7. ↑  Szirmai, J.A. (1990). “Wooden Writing Tablets and the Birth of the Codex”. Gazette du Livre Médèvale 17:  31–32..
8. ↑  Wiseman, D.J. (1955). “Assyrian Writing Boards”. Iraq 17 (1):  Plate III. doi:10.2307/4241713.
9. ↑  Howard, Margaret (1955). “Technical Description of the Ivory Writing-Boards from Nimrud”. Iraq 17 (1):  14–20; Fig. 7–11. doi:10.2307/4241714.
10. ↑  Herman of Tournai, Lynn Harry Nelson, ed. and tr. The Restoration of the Monastery of Saint Martin of Tournai "Prologue" p. 11.
11. ↑  Wilflingseder, F., 1964. "Die Urbare des Ennser Bürgerspitals aus den Jahren 1447 und 1500". Biblos 13, 134-45
12. ↑  Büll, R., 1977. Wachs als Beschreib- und Siegelstoff. Wachstafeln und ihre Verwendung. In: Das große Buch vom Wachs. Vol. 2, 785-894
13. ↑  Lalou E., 1992. "Inventaire des tablettes médiévales et présentation genérale". In: Les Tablettes à écrire de l'Antiquité à l'Epoque Moderne, pp. 233-288; esp. p. 280 and Fig. 13